# イルピニ川
イルピニ川（イルピニがわ、ウクライナ語: Ірпінь）はウクライナを流れるドニエプル川右岸の支流である。長さ162km。イルピンを通過し、キエフ貯水池（キエフ湖）の、キエフ水力発電所のダムが設置されている箇所に流入する。
イルピニ川の周囲は、かつてはキエフ大公国の中心地だった。年代記には、歴史的な出来事に関連して、この川について再三の言及がみられる。そのうちの1つは1321年のイルピニ川の戦いである。この戦いの結果、キエフとその周辺地域はリトアニア大公国の支配下に入った。
1941年、イルピニ川に沿って、キエフ守備のための第一防衛線が、ソ連地上軍によって構築された。第二次世界大戦後には、多数の水門や灌漑システムが整備された。これによって、氾濫水によって造成されていた流域の沼地が、肥沃な農業用地に変わった。